# Opie Cates
Opal Taft Cates (Arkansas, 10 oktober 1909 - Oklahoma, 6 november 1987) was een Amerikaanse klarinettist en bigband-leider in het swing-tijdperk.
Cates, de zoon van een boer, had een eigen orkest, waarmee hij in 1931 optrad voor de radio. In de jaren veertig was hij een tijd lang de muzikaal leider van de radioshow van Judy Canova. In 1947-1948 had hij dertien weken lang een eigen sitcom op ABC-radio, waarin hij een naïeveling speelde die zich probeerde aan te passen aan het stadsleven. In 1949 had hij een soortgelijke rol in het komische radioprogramma Lum and Abner en verscheen hij in een niet-verkochte pilot voor een televisieversie van 'Lum and Abner'. Hij was tevens muzikaal leider van enkele radioshows van NBC en CBS.
Cates en zijn orkest is te horen op enkele platen voor 4 Star Records, onder meer als begeleidingsorkest voor Trudy Erwin.

## Trivia
- In de Andy Griffith Show heette de zoon van sheriff Andy Taylor (gespeeld door Andy Friffith) Opie Taylor, vernoemd naar Opie Cates.

- International Standard Name Identifier: 0000 0000 9775 2065
- Library of Congress Control Number: no2010170408
- Virtual International Authority File: 144674441
- WorldCat: E39PBJx4rPP7H6V3QMGrBXDrMP